# Leiocassis

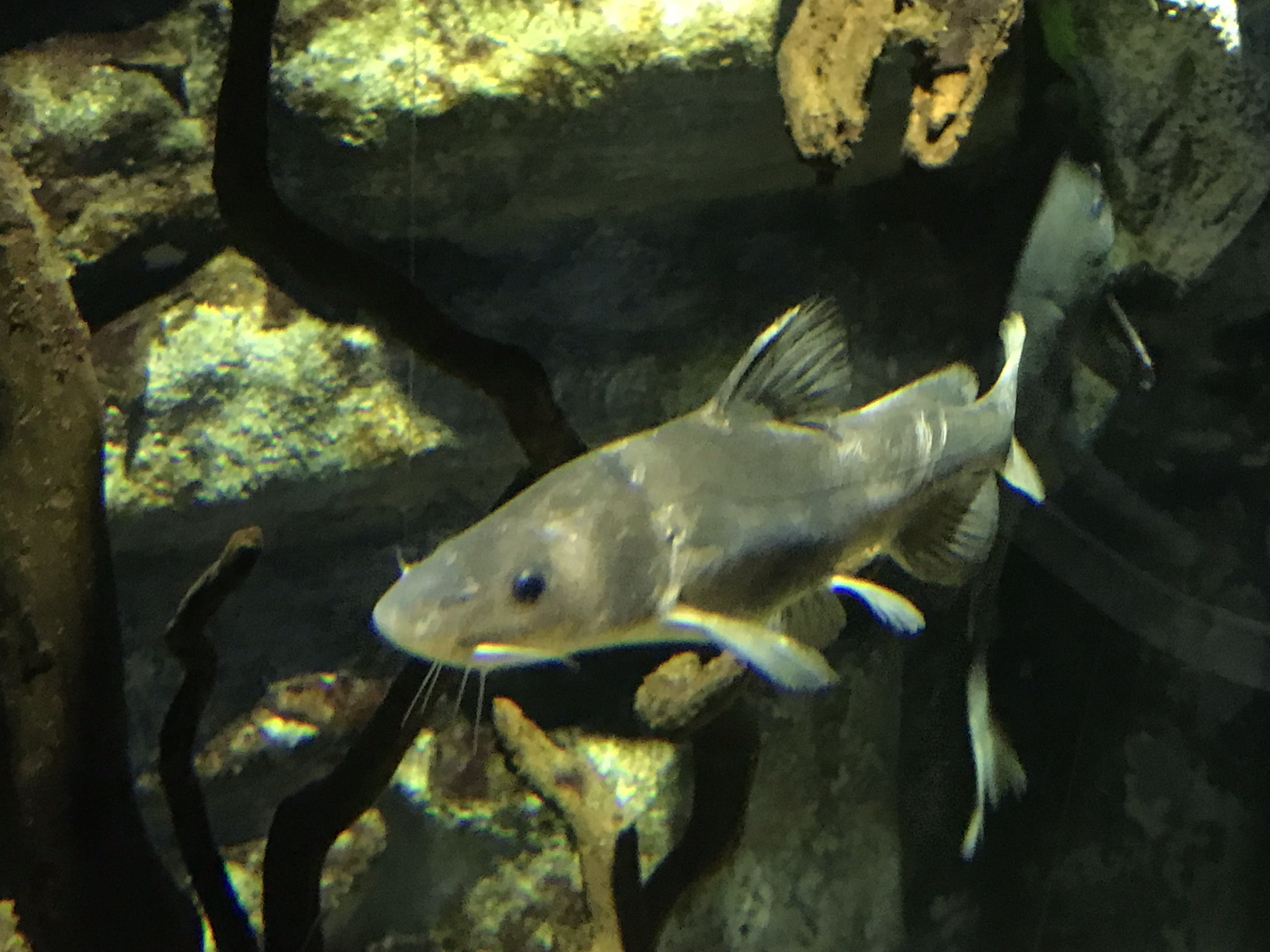
Leiocassis longirostris

Leiocassis is een geslacht van straalvinnige vissen uit de familie van de stekelmeervallen (Bagridae).

## Soorten
- Leiocassis aculeatus Ng & Hadiaty, 2005
- Leiocassis brevirostris Nguyen, 2005
- Leiocassis collinus Ng & Lim, 2006
- Leiocassis doriae Regan, 1913
- Leiocassis hosii Regan, 1906
- Leiocassis longibarbus Cui, 1990
- Leiocassis longirostris Günther, 1864
- Leiocassis micropogon (Bleeker, 1852)
- Leiocassis poecilopterus (Valenciennes, 1840)
- Leiocassis saravacensis Boulenger, 1894
- Leiocassis tenebricus Ng & Lim, 2006
- Leiocassis yeni Nguyen & Nguyen, 2005